# Kaspar Schaefer
Kaspar Schaefer (* 6. Juni 1936 in Mühlhausen; † 1. Januar 1997 ebd.) war ein deutscher Flötist, Cembalist und Konzertagent. Von 1966 bis 1996 betreute er die von ihm gegründete Reihe der Thüringer Schlosskonzerte.

## Leben
Schaefer stammte aus einer alten Mühlhäuser Architektenfamilie. Sein Vater Paul Schaefer hatte an der Technischen Hochschule Stuttgart studiert und 1933 Ruth Winter geheiratet. Es folgte 1938 der Bau eines eigenen geräumigen Hauses in Mühlhausen für die wachsende Familie, wo Kaspar Schaefer als zweites von fünf Kindern aufwuchs.
Ab 1951 besuchte er die Musikschule in Sondershausen. Von 1953 bis 1958 folgte ein Flötenstudium an der Musikhochschule Hamburg. 1959 wurde er Soloflötist in Wilhelmshaven, kehrte jedoch ein Jahr später in die DDR zurück und bekam 1960 ein Engagement in Senftenberg. Von 1961 bis 1975 wohnte er wieder in Mühlhausen, war freischaffend als Musikpädagoge und Kammermusiker tätig und wurde als „excellenter Cembalist und Flötist bekannt“.
1965 rief Schaefer die Thüringer Bachtage ins Leben. Im Folgejahr 1966 initiierte er im kurz zuvor sanierten Schloss Molsdorf das erste Konzert der von ihm konzipierten Reihe der Thüringer Schlosskonzerte. Dabei wirkte er als „Musiker, Unternehmer und Werber in Personalunion“.  Seit 1975 gehörte er der Konzert- und Gastspieldirektion des Bezirks Erfurt an. Bei den Konzerten verpflichtete er vor allem Musiker aus den staatlichen Orchestern von Weimar, Leipzig, Dresden und Berlin und trat dabei zumeist auch selbst als Solist am Cembalo oder mit der Flöte auf. Hierzu bearbeitete er oft selbst zahlreiche Musikstücke. Insgesamt organisierter er ca. 2700 Konzerte auf ca. 35 Burgen, Schlössern, Rathäusern und Kirchen. Nach der Wende weitete er die Tätigkeit auch auf Westdeutschland aus.
Schaefer starb am 1. Januar 1997 an Herzversagen in seiner Heimatstadt Mühlhausen und wurde dort beerdigt. Der Mühlhäuser Oberbürgermeister Hans-Dieter Dörbaum würdigte ihn mit dem Nachruf: „Mit ihm verliert das Thüringer Musikleben eine prägende Persönlichkeit...“ Seine jüngere Schwester Frauke Schaefer setzte danach noch einige Jahre die Betreuung der Konzertreihen fort.